# Orden militar de María Cristina
La Real y Militar Orden de María Cristina, comúnmente conocida como Orden Militar de María Cristina, fue una distinción militar española vigente entre 1890 y 1931, aunque desde este último año hasta el comienzo de la Guerra Civil se mantuvo su uso en actos públicos y pensiones aunque obligando a sus titulares a cambiar las insignias por otras nuevas en las que se habían sustituido los símbolos monárquicos y los colores de la bandera bicolor española por los republicanos.

## Historia
Esta orden fue creada mediante la real orden de 19 de julio de 1889, aprobándose su Reglamento mediante el real decreto de 30 de enero de 1890. Recibió su nombre en honor de María Cristina de Habsburgo-Lorena (1858-1929), reina regente de España en aquel momento y madre del rey Alfonso XIII (1886-1941). Se destinaba a recompensar grandes hazañas, los hechos heroicos, méritos distinguidos y los peligros y sufrimientos en campaña.

## Clases
La Orden Militar de María Cristina contó con 3 categorías y sus insignias adoptaron la forma de placas: 

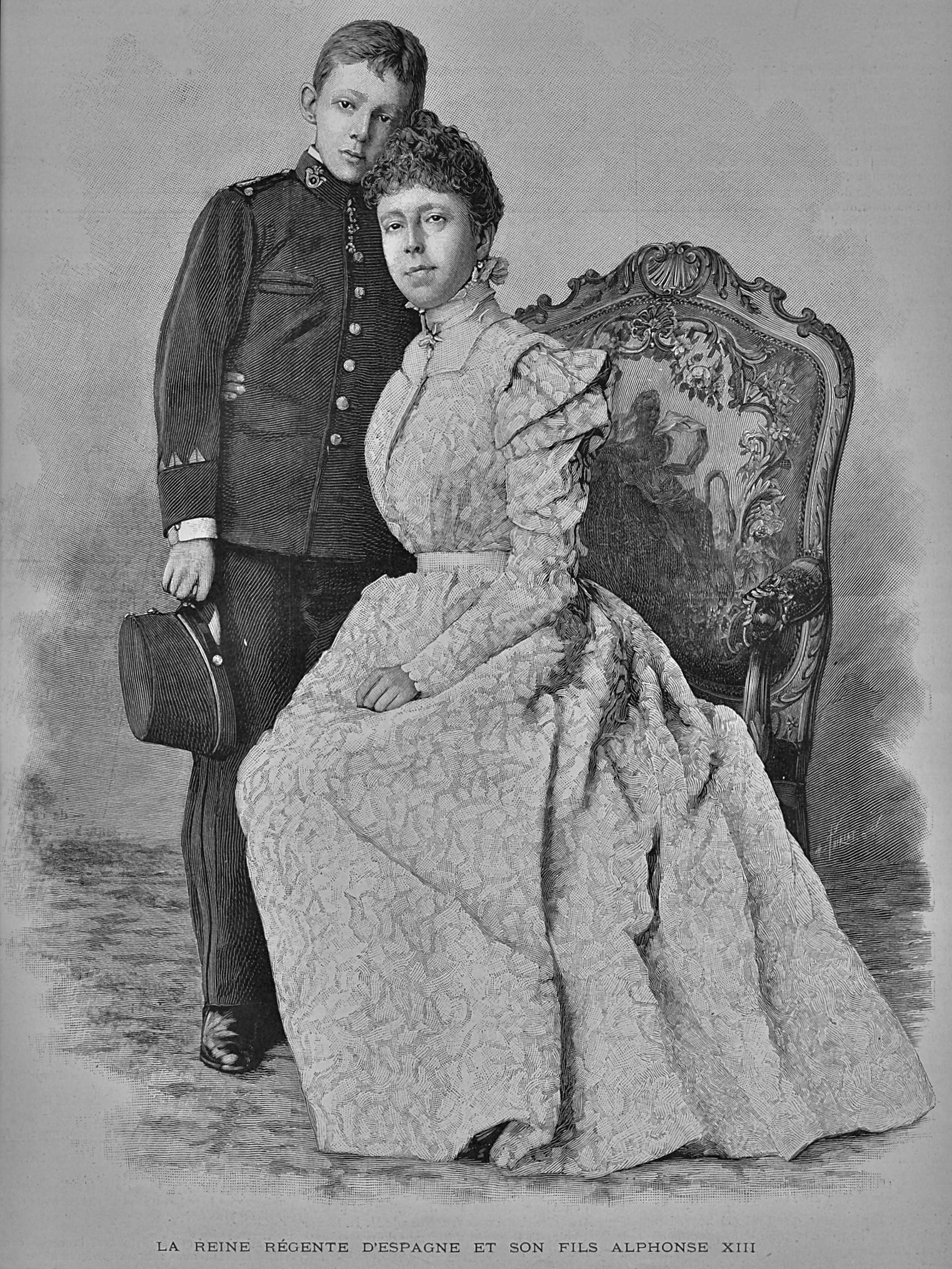
La reina María Cristina de junto a su hijo, el joven rey Alfonso XIII.

1. Primera Clase: Destinada a oficiales o asimilados, mostraba en su placa el escudo pequeño de los reyes de España (las armas de Castilla y León con las de Granada en la punta y escusón dinástico en la parte central) realizado en esmalte. El escudo estaba rodeado por 1 listón esmaltado en azul y cargado con las inscripción "AL MÉRITO EN CAMPAÑA". El escudo y el listón se encontraban situados sobre una cruz pisana fileteada de color bronce mate, decorada en sus brazos laterales e inferior, con adornos dorados con forma de flores de lis y, el superior, con 1 corona real. La cruz se mostraba sobre 1 corona de laurel y 4 espadas también de color bronce mate con sus puntas situadas hacia el centro y 1 conjunto de ráfagas plateadas y brillantes. En caso de que 1 misma persona obtuviese varias veces esta categoría, se reflejaba con diferentes pasadores de color bronce brillante situados en 1 insignia única. Llevaba anexo el tratamiento de Señoría.
2. Segunda Clase: Entregada a jefes o asimilados, contaba con los mismos elementos que la categoría anterior pero diferenciándose en el color de la cruz, la corona de laurel y las espadas que eran de color plata y brillantes. En caso de obtener varias veces esta modalidad, se reflejaba con diferentes pasadores de color plateado brillante. Llevaba anexo el tratamiento de Señoría Ilustrísima.
3. Tercera Clase: Concedida a generales o asimilados. Su insignia era prácticamente idéntica a las anteriores pero con la cruz, la corona de laurel, las espadas y las ráfagas de color oro brillante y con los adornos situados en los brazos de la cruz de color plateado brillante. Quienes recibían la placa de esta categoría también portaban la insignia de la orden, con un tamaño menor, colgada de 1 banda, dividida en 3 franjas del mismo tamaño, con los colores de la bandera de España en la central, la bandera también con franjas del mismo tamaño, y de color blanco los exteriores con filete de color carmesí (con apariencia de color morado) de 5 milímetros de ancho en los bordes de la banda. En caso de obtener varias veces esta condecoración, se reflejaba con diferentes pasadores realizados en color dorado brillante. Llevaba anexo el tratamiento de Excelencia.
4. Cruz de Plata para Suboficiales (creada en 1913), realizada con el aspecto de este metal, brillante, con los mismos elementos que las placas pero de menor tamaño. Se portaba colgada de 1 cinta, a modo de medalla, con los mismos colores de la banda asignada a los generales.

Aunque nunca fue restablecida, el diseño de las placas de la Orden Militar de María Cristina inspiró, y de hecho es muy semejante, el de la Cruz de Guerra, creada en 29 de marzo de 1938.
Esta orden tuvo en la Real y Militar Orden Naval de María Cristina su equivalente en el ámbito naval.

## Desposesión de distinciones
El agraciado con cualesquiera de las categorías que haya sido sentenciado por la comisión de un delito doloso o pública y notoriamente haya incurrido en actos contrario a las razones determinantes de la concesión de la distinción podrá, en virtud de expediente iniciado de oficio o por denuncia motivada, y con intervención del Fiscal de la Real Orden, ser desposeído del título correspondiente a la distinción concedida, decisión que corresponde a quien la otorgó.